# 베우하투프군

우치주 지도에 표시된 베우하투프군의 위치

베우하투프군(폴란드어: powiat bełchatowski)은 폴란드 우치주에 위치한 군으로 군청 소재지는 베우하투프이며 면적은 969.21km2, 인구는 112,640명(2006년 기준), 인구 밀도는 120명/km2이다.
북쪽으로는 파비아니체군, 동쪽으로는 피오트르쿠프군, 남쪽으로는 라돔스코군, 남서쪽으로는 파옝치노군, 서쪽으로는 비엘룬군, 북서쪽으로는 와스크군과 접한다. 8개 지방 자치체(1개 도시, 1개 도시형 농촌, 6개 농촌)를 관할한다.

군기
군 문장